# KK Palace
Der King Kauluma Palace Football Club, meist nur KK Palace FC, ist ein Fußballverein aus Ondangwa in der Region Oshana im Norden Namibias. Ihm gelang in der Saison 2023/24, nach gut 20 Jahren, zur Saison 2024/25 der Wiederaufstieg in die höchste namibische Fußballliga, wo dieser den 9. Rang am Saisonende belegte.

## Erfolge
- Nations Cup: 2015[2]